# Административное деление области Войска Донского в 1918 году
Список округов, юртов и станиц области Войска Донского в 1918 году.

## Округа

### Верхне-Донской
- Станица Боковская
- Станица Букановская
- Станица Вёшенская — центр
- Станица Еланская
- Станица Казанская
- Станица Каргинская
- Станица Краснокутская
- Станица Мешковская
- Станица Мигулинская
- Станица Слащёвская
- Станица Федосеевская
- Станица Шумилинская

### Второй Донской
- Станица Верхне-Курмоярская
- Станица Верхне-Чирская
- Станица Глубокинская
- Станица Есауловская
- Станица Иловлинская
- Станица Качалинская
- Станица Кобылянская
- Станица Краснощековская
- Станица Нагавская
- Станица Нижне-Чирская — центр
- Станица Ново-Григорьевская
- Станица Потёмкинская
- Станица Пятиизбянская
- Станица Сиротинская
- Станица Старо-Григорьевская
- Станица Таубевская
- Станица Трёх-Островянская
- Станица Чернышевская

### Донецкий
- Станица Гундоровская
- Станица Каменская — центр
- Станица Калитвенская
- Станица Луганская
- Станица Милютинская
- Станица Митякинская
- Станица Усть-Белокалитвенская
- Станица Цесаревическая

### Первый Донской
- Станица Андреевская
- Станица Баклановская
- Станица Богоявленская
- Станица Верхне-Кундрюческая
- Станица Генерал-Ефремовская
- Станица Ермаковская
- Станица Золотовская
- Станица Камышевская
- Станица Каргальская
- Станица Константиновская — центр
- Станица Кочетовская
- Станица Кумшацкая
- Станица Мариинская
- Станица Нижне-Кундрюческая
- Станица Нижне-Курмоярская
- Станица Николаевская
- Станица Раздорская
- Станица Романовская
- Станица Семикаракорская
- Станица Терновская
- Станица Усть-Быстрянская
- Станица Филлиповская
- Станица Цимлянская
- Станица Чертковская

### Ростовский
(центр — город Ростов-на-Дону)
- Станица Гниловская
- Станица Елизаветовская

### Сальский
- Станица Атаманская
- Станица Батлаевская
- Станица Беляевская
- Станица Бурульская
- Станица Великокняжеская — центр
- Станица Власовская
- Станица Граббевская
- Станица Денисовская
- Станица Иловайская
- Станица Кутейниковская
- Станица Ново-Алексеевская
- Станица Орловская
- Станица Платовская
- Станица Потаповская
- Станица Чунусовская
- Станица Эркетинская

### Таганрогский
(центр — город Таганрог)
- Станица Новониколаевская

### Усть-Медведицкий
- Станица Арчадинская
- Станица Берёзовская
- Станица Глазуновская
- Станица Етеревская
- Станица Кепинская
- Станица Кременская
- Станица Клетская
- Станица Малодельская
- Станица Ново-Александровская
- Станица Островская
- Станица Перекопская
- Станица Распопинская
- Станица Раздорская
- Станица Сергиевская
- Станица Скуришенская
- Станица Усть-Медведицкая
- Станица Усть-Хопёрская

### Хопёрский
- Станица Акишевская
- Станица Алексеевская
- Станица Аннинская
- Станица Арженовская
- Станица Бурацкая
- Станица Добринская
- Станица Дурновская
- Станица Зотовская
- Станица Котовская
- Станица Кумылженская
- Станица Луковская
- Станица Михайловская
- Станица Павловская
- Станица Петровская
- Станица Правоторовская
- Станица Преображенский
- Станица Тепикинская
- Станица Тишанская
- Станица Урюпинская — центр
- Станица Усть-Бузулуцкая
- Станица Филоновская
- Станица Ярыженская

### Черкасский
- Станица Аксайская
- Станица Александровская
- Станица Багаевская
- Станица Бессергеневская
- Станица Владимировская
- Станица Грушевская
- Станица Заплавская
- Станица Кривянская
- Станица Манычская
- Станица Мелеховская
- Станица Новочеркасская — центр
- Станица Старочеркасская
- Станица Егорлыкская
- Станица Кагальницкая
- Станица Мечётинская
- Станица Ольгинская
- Станица Хомутовская